# Vu iméni Ocsé, i Sziná, i Dühá, szvétoga Ámen
Vu iméni Ocsé, i Sziná, i Dühá, szvétoga Ámen (V imenu Očeta in Sina in Svetega Duga Amen) je molitveni zvezek Janoša Županeka iz leta 1908. Popolni naslov je Válen bojdi Jézus Kristus – Vu iméni Ocsé, i Sziná, i Düha, szvétoga Ámen.
Zvezek je tiskal Ernő Balkányi v Murski Soboti. Podpiral je izdajanje Mikloš Kovač iz Velikih Šalovcev. Zvezek ima 38 strani in obsega tri dolge molitve, in dve pesmi. Jezik zvezka je reči v šalovskem narečju.
| Od szoudbe peszen! (odlomek) Drági krscseniczi, vám desze szpeivalo, i od zlednye szoudbe vrejmen vö glászilo. Ár bou tákse moká, krouto prevelika. kakse, jenej bila, od zátécska szvejta. Ár sereg nebeszki, dvanájszet korusi Trobünto, trobüntali bodo. |

Županek kasneje je pisal eno pesmarico 1910, Mrtvecsne peszmi.